# DataPLANT
DataPLANT, kurz für Data in PLANT research, ist das Konsortium der Pflanzen-Grundlagenforschung in der Nationalen Forschungsdateninfrastruktur (NFDI).

## Ziele
Ziel von DataPLANT ist es, ein Forschungsdatenmanagement zu etablieren, das sowohl den Bedürfnissen der Community in der Pflanzen-Grundlagenforschung entspricht als auch die Sammlung, die Verarbeitung, den Austausch und die Archivierung von Forschungsdatensätzen basierend auf den FAIR-Prinzipien erlaubt. Forschungsdatenmanagement in der Pflanzenforschung soll demnach die Verbindung von Daten aus vielen Quellen und Experimenten, die mit unterschiedlichsten Analysemethoden und Algorithmen vorverarbeitet wurden, erlauben. Hierzu soll insbesondere die Annotation mit detaillierten Metadaten und die eindeutige Referenzierung der Daten mit ihren Abhängigkeiten unterstützt werden.

## Aufgabenbereiche und Services
DataPLANT besteht aus vier Aufgabenbereichen. Task Area I befasst sich mit Themen wie Datenqualität, Interoperabilität und Standardisierung. Dazu wird die Anwendung weit verbreiteter Ontologien unterstützt. Task Area II stellt die infrastrukturelle Basis für die entwickelten Tools bereit. Eine Unterstützung der Forschenden durch Data Stewards wird angestrebt. Deren Ausbildung fällt in den Aufgabenbereich von Task Area III. Die Koordination des Konsortiums obliegt Task Area IV. Fachlich ordnet sich DataPLANT der Biologie, genauer der Pflanzenwissenschaft zu. Services von DataPLANT sind u. a.:
- Bereitstellung von Tools für die selbständige Verschlagwortung von Forschungsdaten als Teil eines Annotated Research Context (ARC)[3]
- Tool für Datenmanagementpläne[4]
- Aufbau einer Knowledge Base[5]
- Unterstützung von Forschungsgruppen durch Data Stewards vor Ort, um eine direkte und bedarfsgerechte Unterstützung sicherzustellen[1].

## Geschichte
Am 4. Juli 2019 reichte die Albert-Ludwigs-Universität Freiburg als antragstellende Institution die verbindliche Voranmeldung (Letter of Intent) für den Antrag bei der DFG-Geschäftsstelle ein. Am 26. Juni 2020 wurde DataPLANT durch einen Förderentscheid der Gemeinsamen Wissenschaftskonferenz (GWK) zusammen mit acht weiteren Konsortien in der ersten Antragsrunde bewilligt.
DataPLANT war zusammen mit NFDI4Biodiversity das erste bewilligte Konsortium in den Naturwissenschaften.
Mitantragsteller sind neben der Universität Freiburg, die Technische Universität Kaiserslautern, das Forschungszentrum Jülich sowie die Eberhard Karls Universität Tübingen. Als weitere Beteiligte nennt der Antrag Forschende des Max-Planck-Institut für molekulare Pflanzenphysiologie, der Universität Konstanz, der Humboldt-Universität zu Berlin, der Ruhr-Universität Bochum, des Helmholtz Zentrum München, der Ludwig-Maximilians-Universität München, der Universität Hohenheim sowie der Heinrich-Heine-Universität Düsseldorf.